# Hoplitis lepeletieri
Hoplitis lepeletieri là một loài Hymenoptera trong họ Megachilidae. Loài này được Pérez mô tả khoa học năm 1879.